# Новас Кальво, Лино
Лино Нова́с Ка́льво (исп. Lino Novás Calvo; 24 сентября 1903, Граньяс-до-Сор, Ла-Корунья, Испания — 24 марта 1983, Нью-Йорк) — кубинский писатель
, журналист, переводчик.

## Биография
Родился в галисийской деревне, в 1912 перебрался с бедствовавшей матерью на Кубу. Сменил множество занятий, в вечерней школе выучил английский, самоучкой — французский. В 1926 несколько месяцев прожил в США. С 1930 начал сотрудничать с журналом кубинского авангарда «Ревиста де Авансе» и другими гаванскими изданиями. Как корреспондент столичного еженедельника «Орбе» в 1931 переехал в Испанию. Сотрудничал в Мадриде с журналом Ортеги-и-Гассета «Ревиста де Оксиденте», переводил О. Хаксли, У. Фолкнера. О. де Бальзака. Его антиколониальный роман «Работорговец Педро Бланко» (1933) заслужил одобрительный отзыв М.Унамуно. Участвовал в гражданской войне на стороне Республики, после её поражения в 1939 перешел испано-французскую границу, прибыл в Париж, оттуда вернулся на Кубу. Много публиковался в прессе, переводил прозу Д. Г.Лоуренса, Р.Грейвза, его перевод повести «Старик и море» (1952) был авторизован Хемингуэем. В 1960 попросил политического убежища в посольстве Колумбии, перебрался в США. Преподавал в Сиракузском университете штата Нью-Йорк. В 1973 перенес тяжелый инсульт, был парализован, лишился дара речи, помещен в клинику для инвалидов, где и скончался.

## Творчество
Поэтика новелл Новаса Кальво, посвященных по-своему фантастической повседневности гаванских низов и принесших ему литературную известность, складывалась под воздействием Ш. Андерсона, Э. Хемингуэя, У. Фолкнера. При этом его герои, как персонажи Кафки, чувствуют себя жертвами призрачных, но неотвратимых и непонятных им социальных механизмов, обречены на поражение, однако не сдаются до последнего.

## Произведения
- Blanco, el negrero. Madrid: Espasa-Calpe, 1933.
- Un experimento en el barrio chino. Madrid: Editores Reunidos, 1936.
- La luna nona y otros cuentos. Buenos Aires: Ediciones Nuevo Romance, 1942 (премия Министерства образования).
- No sé quién soy. México: Colección Lunes, 1945.
- Cayo Canas. Buenos Aires: Editorial Espasa-Calpe, 1946.
- El otro Сауо. México: Ediciones Nuevo Mundo, 1959.
- Maneras de contar. New York: Las Américas Publishing Co., 1970.

## Сводные издания
- Obra narrativa. La Habana: Editorial Letras Cubanas, 1990 (собрание сочинений).
- 8 narraciones policiales. Santiago de Cuba: Editorial Oriente, 1995.
- Angusola y los cuchillos. Santiago de Cuba: Editorial Oriente, 2003.
- Lino Novás Calvo, periodista encontrado/ Norge Céspedes Díaz, ed. Matanzas: Ediciones Aldabón, 2004 (публикации в периодике).